# Muehlenbeckia rhyticarya
Muehlenbeckia rhyticarya är en slideväxtart som beskrevs av Ferdinand von Mueller. Muehlenbeckia rhyticarya ingår i släktet sliderankor, och familjen slideväxter. Inga underarter finns listade i Catalogue of Life.